# Astroloba spiralis

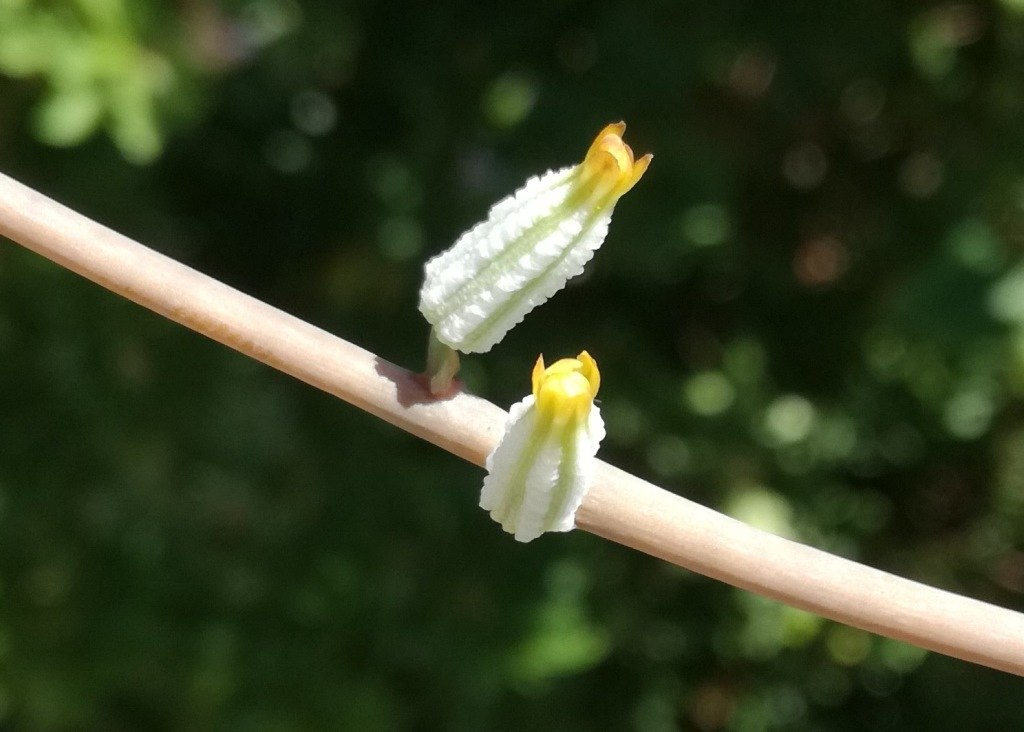
Flors

Astroloba spiralis és una espècie de planta suculenta del gènere Astroloba, que pertany a la subfamília de les asfodelòidies (Asphodeloideae), dins la família de les asfodelàcies (Asphodelaceae).

## Descripció

### Característiques vegetatives
Astroloba spiralis té fulles glabres, punxegudes i de superfície mat, com les dels seus parents propers Astroloba herrei i Astroloba spirella. Tanmateix, aquesta espècie, les fulles tendeixen a tenir una forma lleugerament més recta i més llarga.

### Inflorescències i flors
Les flors apareixen a finals de l'estiu austral, en el seu hàbitat (principalment de desembre a març) i són la veritable característica distintiva d'aquesta espècie respecte dels seus parents propers Astroloba herrei i Astroloba spirella. Cada flor té un periant inflat i inflat, que és transversalment rugós (arrugat, una mica com crispetes de blat de moro). Es desconeix si les seves flors úniques són el resultat de la tetraploïdia de la planta.

### Genètica
Les proves genètiques i el recompte de cromosomes han revelat que aquesta és l'única espècie d'Astroloba que té un conjunt de cromosomes doble extra complet (tetraploide), és a dir. duplica el nombre de cromosomes de qualsevol altre espècie d'Astroloba.

## Distribució i hàbitat
Astroloba spiralis es distribueix a la província sud-africana del Cap Occidental, concretament s'estén fins a l'oest de l'àrea propera a Ladismith, i cap a l'est més enllà d'Outdshoorn. Al sud de Calitzdorp, les plantes tenen fulles curtes compactes, sovint en fileres regulars, cosa que les fa molt estètiques. És un habitant del Petit Karoo, que està restringit per la serralada Swartberg al nord i la serralada Langeberg al sud.

## Taxonomia
Astroloba spiralis va ser descrita per (L.) Uitewaal i va ser publicat a Succulenta (Netherlands) 28: 53, a l'any 1947.
Etimologia
Astroloba : nom genèric que deriva de les paraules gregues astros, 'estrella' i lobos, 'lòbul'.
spiralis: epítet llatí que significa 'espiral', en referència al creixement en espiral de les fileres de fulles.
Sinonímia
- Aloe spiralis L., Sp. Pl.: 322 (1753). (Basiònim/Sinònim substituït)
- Haworthia spiralis (L.) Duval, Pl. Succ. Horto Alencon.: 7 (1809).
- Apicra spiralis (L.) Baker, J. Linn. Soc., Bot. 18: 217 (1880), nom. illeg.
- Haworthia gweneana Parr, Bull. African Succ. Pl. Soc. 6: 195 (1971).
- Tulista spiralis (L.) G.D.Rowley, Alsterworthia Int., Special Issue 10: 6 (2013).[4]